# Saint-Lyphard
Saint-Lyphard is een gemeente in het Franse departement Loire-Atlantique (regio Pays de la Loire). De plaats maakt deel uit van het arrondissement Saint-Nazaire. Saint-Lyphard telde op 1 januari 2022 5.246 inwoners.

## Geografie
De oppervlakte van Saint-Lyphard bedroeg op 1 januari 2022 24,63 vierkante kilometer; de bevolkingsdichtheid was toen 213 inwoners per km².

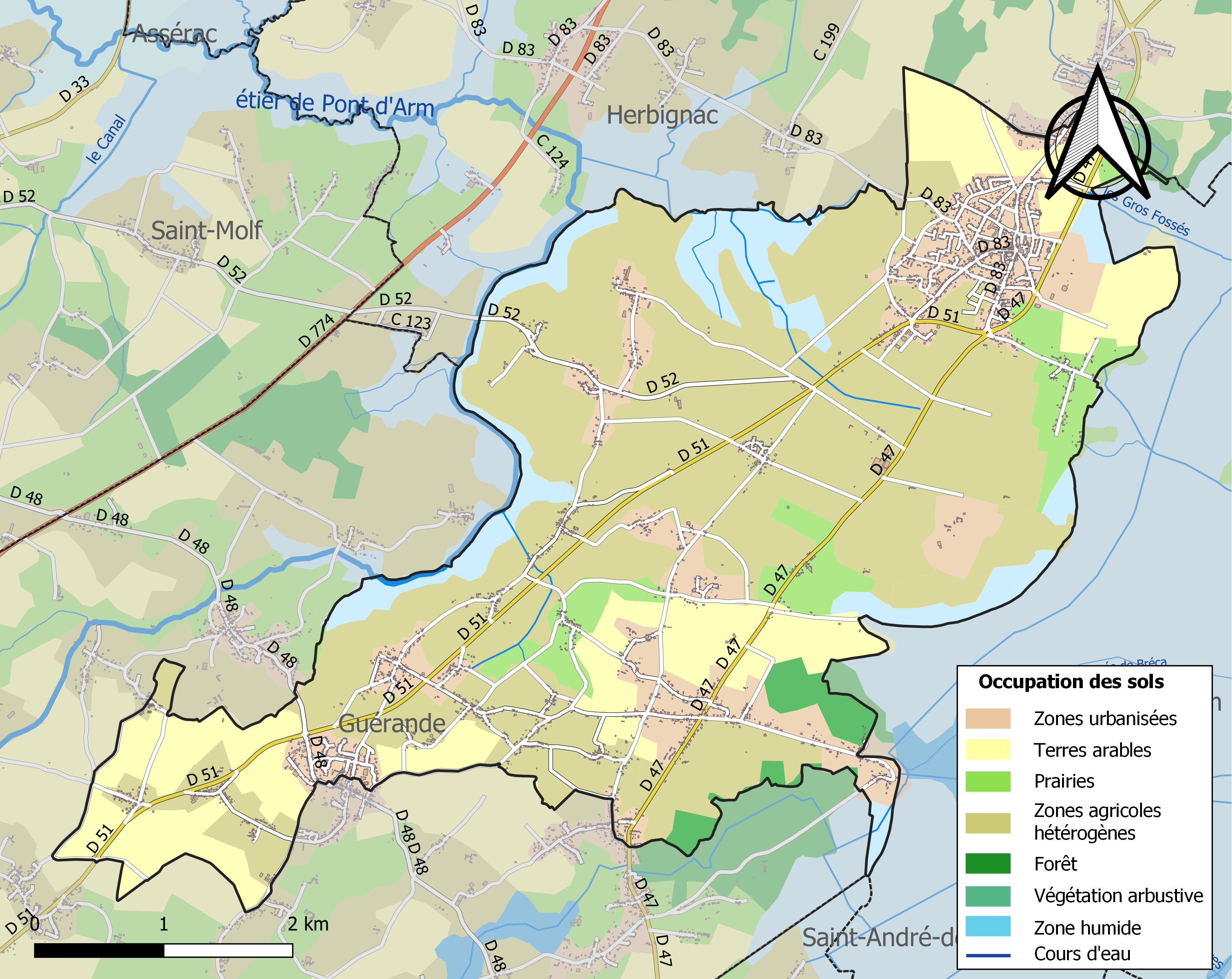
Kaart van de gemeente met de belangrijkste infrastructuur, bodemgebruik en omliggende gemeenten

## Bezienswaardigheden
- De Dolmen de Kerbourg, een dolmen uit het neolithicum
- De Menhir de Mézerac, of Roche de Len, een menhir uit het neolithicum

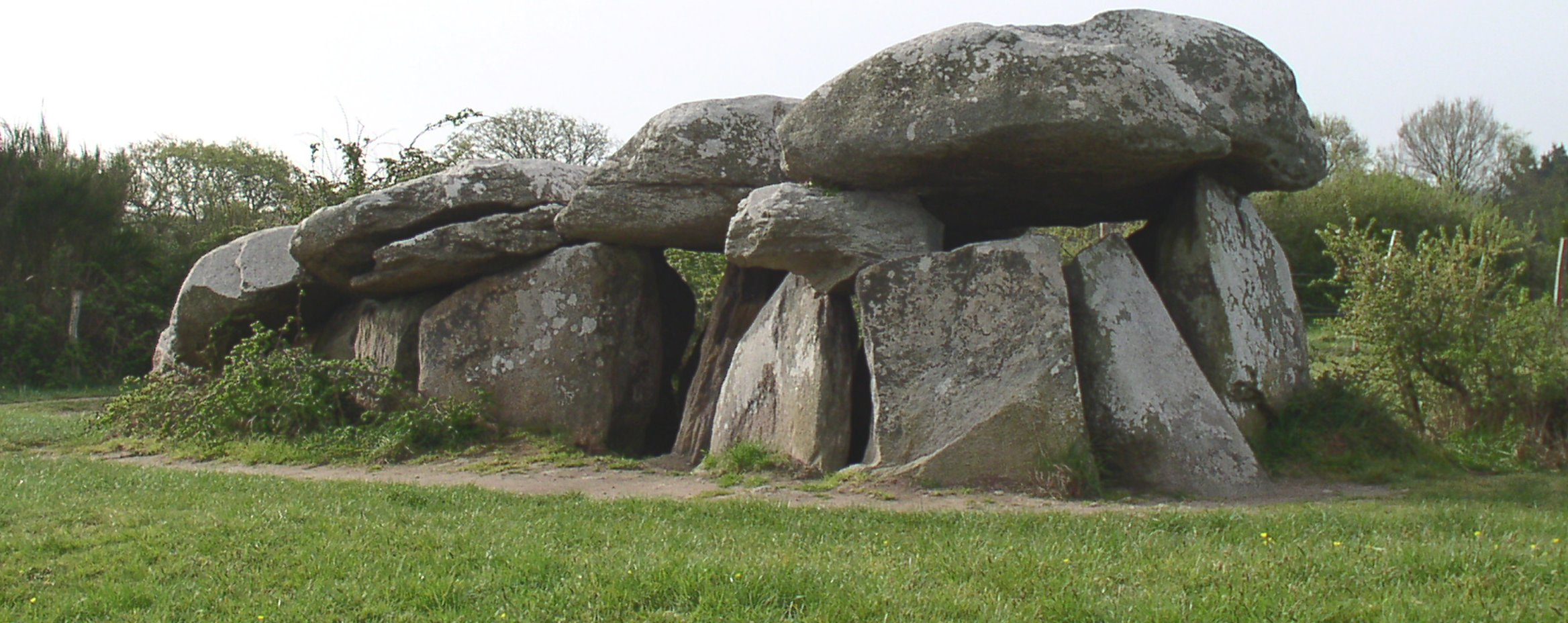
Dolmen de Kerbourg

- Het typisch Brièredorpje Kerhinet

## Demografie
Onderstaande figuur toont het verloop van het inwonertal (bron: INSEE-tellingen).